# 齊特爾崖
80°40′S 25°59′W / 80.667°S 25.983°W
齊特爾崖（德語：Zittel-Kliffs），是南極洲的山崖，位於奧次地，屬於沙克爾頓山脈中里德山脈的一部分，處於迪圖瓦冰原島峰西北端，海拔高度約1,400米，以德國古生物學家命名，現時由南極條約體系管理。